# Banjar Malayu
Banjar Malayu is een bestuurslaag in het regentschap Mandailing Natal van de provincie Noord-Sumatra, Indonesië. Banjar Malayu telt 1285 inwoners (volkstelling 2010).